# هارپالوس
هارپالوس (به یونانی: Ἅρπαλος) پسر ماخاتاس، نجیب‌زاده‌ای مقدونی و از دوستان دوران بچگی اسکندر کبیر در سدهٔ چهارم پیش از میلاد بود. هارپالوس یک پایش لنگ و در نتیجه از خدمت نظامی معاف بود. او به هنگام تاخت و تاز اسکندر در آسیا، او را تا شاهنشاهی ایران همراهی نکرد و در آسیای صغیر ماند و همانجا عهده‌دار منصبی شد. گفته می‌شود که اسکندر از او تقاضا کرده‌است تا کتاب‌هایی را برای پر کردن اوقات فراغتش برای او بفرستد و هارپالوس نمایش‌نامه‌های آیسخولوس، سوفوکلس، و ائوریپیدس؛ تاریخ فیلیستوس؛ و سروده‌های فیلوکسنوس و باکخیادائه را برای او فرستاد.
هارپالوس چنان آدم دغلی بود که سه بار با مبالغ معتنابهی پول گریخت. مرتبهٔ اول بخشیده شد و دوباره به سمت خزانه‌داری دربار گماشته شد اما دیری نپایید که مجدداً از موقعیتش سوء استفاده کرد. هارپالوس در سال ۳۲۴ پیش از میلاد به آتن پناهنده شد. به تحریک دموستن و فوکیون و علی‌رغم مخالفت هوپرئیدس، اهالی آتن او را دستگیر و زندانی کردند. هوپرئیدس خواستار آن بود که با کمک هارپالوس به‌سرعت شورشی علیه اسکندر ترتیب دهند. اکلسیا (مجمع عمومی) به پیشنهاد دموستن تصمیم گرفت تا پول هارپالوس را به کمیته‌ای که دموستن خود رهبری‌اش را بر عهده داشت بسپارد. علی‌رغم آنکه پیشتر هارپالوس مبلغ پول را ۷۰۰ تالان اعلام کرده بود اما کمیتهٔ مزبور دریافت که تنها ۳۵۰ تالان پول دریافت کرده‌است. با وجود این، دموستن و سایر اعضای کمیته تصمیم گرفتند که این میزان کسری را علنی نکنند. با گریختن هارپالوس از آتن به کرت، دموستن با موجی جدید از اعتراضات مردمی مواجه گشت. آرئوس پاگوس مسئله را بررسی کرد و بر مبنای یافته‌هایش، دموستن را به سوء مدیریت ۲۰ تالان پول متهم کرد. در جریان محاکمهٔ دموستن در هلیایا، هوپرئیدس به عنوان شاکی اصلی حاضر شد و بیان داشت که دموستن به برداشتن پول اقرار کرده اما آن را برای مردم و در جهت مصالح آنان به کار برده و بدون دریافت هیچگونه سودی آن را قرض گرفته‌است. هیئت حکمیت با این استدلال قانع نشد و دموستن را به گرفتن رشوه از اسکندر متهم کرد. دموستن مبلغی معادل ۵۰ تالان جریمه و زندانی شد. اما تنها چند روز بعد به دلیل بی‌مبالاتی یا اغماض برخی از شهروندان آتن، گریخت و در کالاوریا، آیگینا، و تروئوزون آواره شد. هنوز مشخص نیست که آیا اتهامات وارده به او منصفانه بودند یا خیر. به هر حال، آتنیان لختی بعد حکم صادرهٔ محکمه را نسخ کردند و یک کشتی به سوی آیگینا گسیل کردند تا دموستن را به بندر پیره بازگرداند.
بر پایهٔ نوشته‌های پاوسانیاس، «اندکی پس از آنکه هارپالوس از آتن فرار کرد و به کرت رفت، به دست یکی از خدمتکارانش کشته شد هرچند برخی می‌گویند که یک مقدونی به نام پاوسانیاس کشته شد». پاوسانیاس جغرافی‌دان حکایت زیر را نیز نقل کرده‌است «مباشر مالی هارپالوس به رودس گریخت و به دست یک مقدونیه‌ای به نام فیلوکسنوس دستگیر شد. فیلوکسنوس پیشتر نیز از آتنیان خواسته بود تا هارپالوس را مسترد کنند که درخواستش اجابت نشده بود. فیلوکسنوس که مباشر هارپالوس را در چنگ خویش داشت، از او اطلاعاتی در باب گیرندگان رشوه کسب کرد. سپس فرستادگانی را به سوی آتن گسیل داشت و فهرست رشوه‌گیران و مبلغ دریافتی هر یک را به آنان اطلاع داد. اما نام دموستن در میان آن فهرست نبود. با این وجود اسکندر نفرتی عمیق از او در سینه داشت و دموستن نیز همین احساس را نسبت به اسکندر داشت».